# Rainneville
Pour les articles homonymes, voir Rainneville.
Rainneville est une commune française située dans le département de la Somme, en région Hauts-de-France.

## Géographie

### Localisation
Rainneville est un village picard de l'Amiénois.
Limitrophe de Villers-Bocage, la localité est située à 10 km au nord-est d'Amiens, 13 km au nord-ouest de Corbie, 40 km au sud-est d'Abbeville et à 46 km au sud-ouest d'Arras, à vol d'oiseau.
Le territoire de la commune est limitrophe de ceux de cinq communes.
Les communes limitrophes sont Cardonnette, Coisy, Molliens-au-Bois, Saint-Gratien et Villers-Bocage.

### Nature du sol et du sous-sol
Le sol de la commune est constitué par des terrains tertiaires et quaternaires. L'eau le traverse difficilement. Sous la terre végétale on trouve l'argile limoneuse utilisée par les briquetiers. Les terrains glaiseux renferment de nombreux grès. Au-dessous de la marne, une nappe d'eau souterraine alimente les puits dont la profondeur est de 85 mètres. Les pentes sud et est du plateau s'égouttent vers les vallées de la Somme et de l'Hallue.

### Relief, paysage, végétation
L'ensemble du terroir est un plateau duquel rayonnent plusieurs petits vallons dont les pentes se dirigent vers le sud et l'est. Le village est assis sur le point plus culminant d'une altitude de 116 mètres. L'altitude inférieure est environ de 80 mètres à l'extrémité du terroir vers Amiens.

### Hydrographie
La commune est située dans le bassin Artois-Picardie. Elle n'est drainée par aucun cours d'eau.

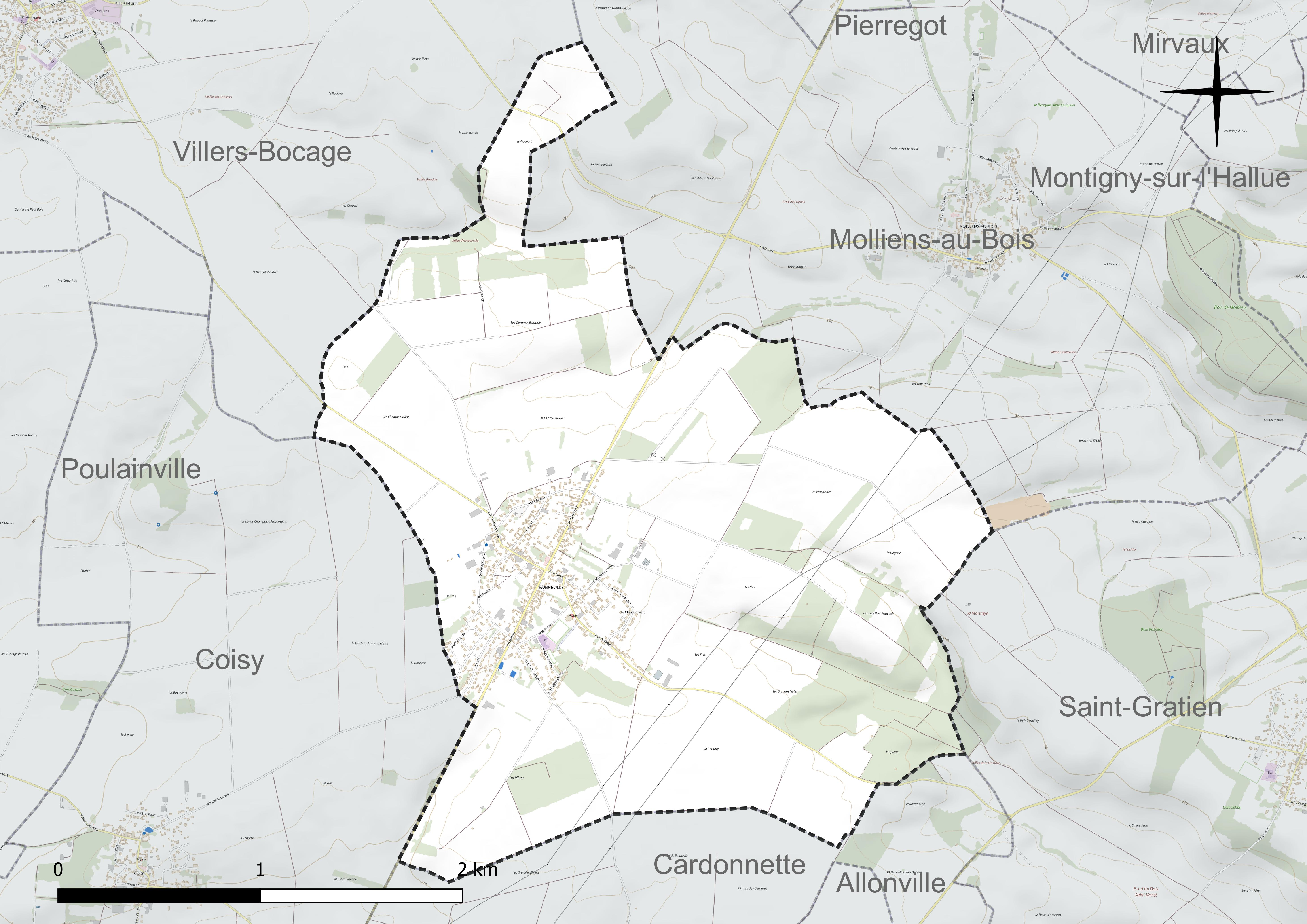
Réseau hydrographique de Rainneville.

### Climat
Pour des articles plus généraux, voir Climat des Hauts-de-France et Climat de la Somme.
En 2010, le climat de la commune est de type climat océanique dégradé des plaines du Centre et du Nord, selon une étude du CNRS s'appuyant sur une série de données couvrant la période 1971-2000. En 2020, Météo-France publie une typologie des climats de la France métropolitaine dans laquelle la commune est exposée à un climat océanique et est dans la région climatique Nord-est du bassin Parisien, caractérisée par un ensoleillement médiocre, une pluviométrie moyenne régulièrement répartie au cours de l'année et un hiver froid (3 °C).
Pour la période 1971-2000, la température annuelle moyenne est de 10 °C, avec une amplitude thermique annuelle de 14,1 °C. Le cumul annuel moyen de précipitations est de 786 mm, avec 12,4 jours de précipitations en janvier et 8,9 jours en juillet. Pour la période 1991-2020, la température moyenne annuelle observée sur la station météorologique la plus proche, située sur la commune de Glisy à 11 km à vol d'oiseau, est de 11,1 °C et le cumul annuel moyen de précipitations est de 646,6 mm,. Pour l'avenir, les paramètres climatiques de la commune estimés pour 2050 selon différents scénarios d'émission de gaz à effet de serre sont consultables sur un site dédié publié par Météo-France en novembre 2022.

## Urbanisme

### Typologie
Au 1er janvier 2024, Rainneville est catégorisée bourg rural, selon la nouvelle grille communale de densité à sept niveaux définie par l'Insee en 2022.
Elle est située hors unité urbaine. Par ailleurs la commune fait partie de l'aire d'attraction d'Amiens, dont elle est une commune de la couronne,. Cette aire, qui regroupe 369 communes, est catégorisée dans les aires de 200 000 à moins de 700 000 habitants,.

### Occupation des sols
L'occupation des sols de la commune, telle qu'elle ressort de la base de données européenne d'occupation biophysique des sols Corine Land Cover (CLC), est marquée par l'importance des territoires agricoles (93 % en 2018), en diminution par rapport à 1990 (94 %). La répartition détaillée en 2018 est la suivante :
terres arables (79 %), zones urbanisées (7 %), zones agricoles hétérogènes (7 %), prairies (6,9 %). L'évolution de l'occupation des sols de la commune et de ses infrastructures peut être observée sur les différentes représentations cartographiques du territoire : la carte de Cassini (XVIIIe siècle), la carte d'état-major (1820-1866) et les cartes ou photos aériennes de l'IGN pour la période actuelle (1950 à aujourd'hui).

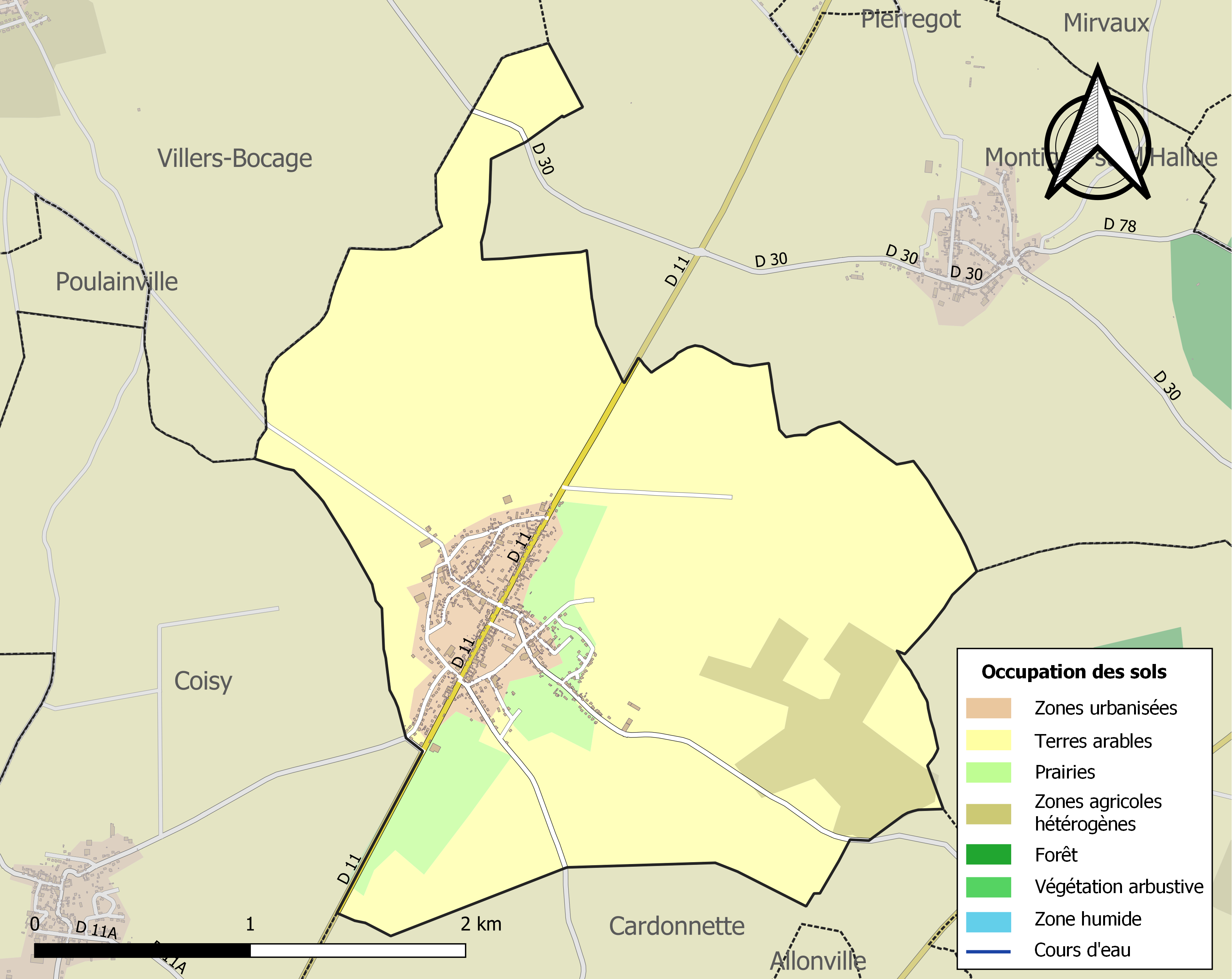
Carte des infrastructures et de l'occupation des sols de la commune en 2018 (CLC).

### Habitat
La commune présente un habitat groupé. Elle fait partie de la couronne péri-urbaine d'Amiens.

### Voies de communication et transports
La RD 11 divise le territoire en son milieu.
- Transports en commun routiers : la localité est desservie par la ligne d'autocars no 23 (Doullens - Beauquesne - Amiens) du réseau Trans'80, Hauts-de-France, tous les jours sauf le dimanche et les jours fériés[17].

## Toponymie

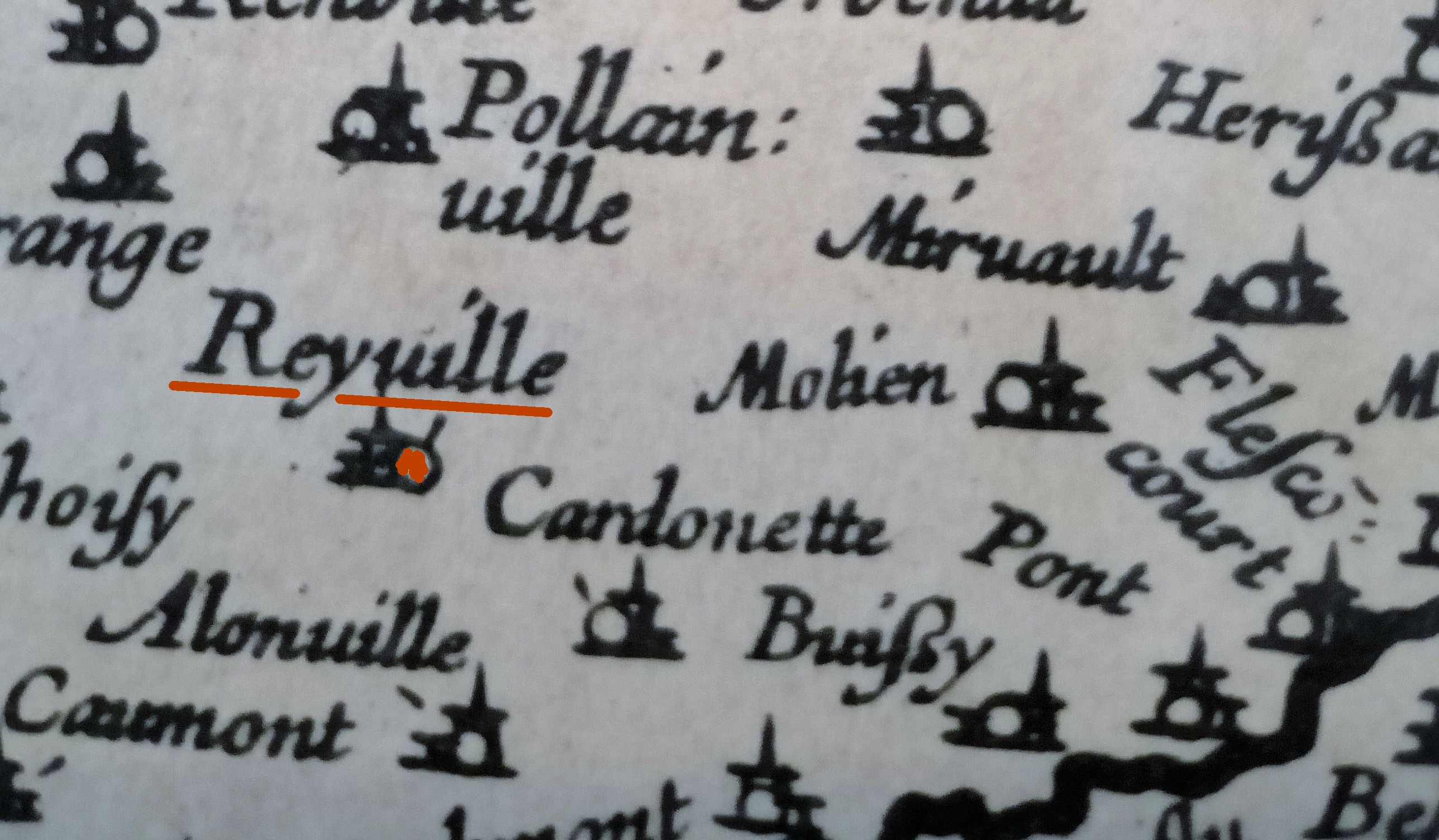
Carte de la Picardie de 1620 - Reyville.

Le nom de la localité est attesté sous les formes Ranivilla en 1090, Raineri curia vers 1130, Raineville en 1300.
On rencontre cette citation latine : « Calceia de Renis Villa vel Calceia Oberti … » pour désigner la voie romaine Amiens-Arras passant par Rainneville.

## Histoire
L'existence ancienne du site est attestée par un fragment d'allée couverte exhumé du sol par des gressiers qui l'ont transformé en grès de pavage. Une manufacture de poteries gallo-romaines était établie au lieu-dit la Sablonnière ; deux amphores y ont été retrouvées et déposées au musée du Louvre.
Le village est traversé par la voie romaine N° IV, encore appelée le Grand chemin d'Amiens à Arras.

### Ferme de Beauvoir
Pour exploiter leurs 1 200 journaux de terre labourable et 60 journaux de bois sur le terroir de Rainneville, les moines de l'abbaye bénédictine Saint-Pierre de Corbie, ont créé la ferme dite de Beauvoir. En 1220, cette ferme est pillée et brûlée. En 1565, elle est vendue à Louis de Saveuse, seigneur de Coisy pour la somme de 10 000 livres. Entre 1636 et 1650, les bâtiments sont ruinés au cours des invasions et des combats de la Fronde, puis totalement détruits et rasés.

## Politique et administration

### Intercommunalités
La commune fait partie de la communauté de communes du Territoire Nord Picardie depuis 2017 après avoir fait partie de la communauté de communes Bocage Hallue.

### Liste des maires
| Période                                  | Période                     | Identité                     | Étiquette | Qualité                                                                                      |
| ---------------------------------------- | --------------------------- | ---------------------------- | --------- | -------------------------------------------------------------------------------------------- |
| Les données manquantes sont à compléter. |                             |                              |           |                                                                                              |
| 1800                                     | 1805                        | Pascal Decourcelle           |           |                                                                                              |
| 1806                                     | 1813                        | Jean-Baptiste Victor Pruvot  |           | cultivateur                                                                                  |
| 1813                                     | 1815                        | Jean-Louis George Picart     |           |                                                                                              |
| 1815                                     | 1823                        | Jean-Baptiste Isidore Maison |           |                                                                                              |
| 1823                                     | 1827                        | Jean-Baptiste Houllier       |           |                                                                                              |
| 1827                                     | 1830                        | Jean-Baptiste Isidore Maison |           |                                                                                              |
| 1830                                     | 1837                        | Jean-Louis George Picart     |           |                                                                                              |
| 1837                                     | 1840                        | Jean Hector Houllier         |           |                                                                                              |
| 1840                                     | 1846                        | Sylvain Longuemart           |           |                                                                                              |
| 1847                                     | 1857                        | Charles Joseph Darquet       |           |                                                                                              |
| 1857                                     | 1863                        | Valentin Maison              |           |                                                                                              |
| 1864                                     | 1868                        | Alexandre Maison             |           |                                                                                              |
| 1868                                     | 1902                        | Louis Victor Oger            |           |                                                                                              |
| 1903                                     | 1909                        | Albert Houllier              |           |                                                                                              |
| 1910                                     | 1919                        | Stéphane Horville            |           |                                                                                              |
| 1919                                     | 1928                        | Adhémar Houllier             |           |                                                                                              |
| 1929                                     | 1970                        | Aristide Cozette             |           |                                                                                              |
| 1970                                     | 1977                        | Gilles Houllier              |           |                                                                                              |
| 1977                                     | 1995                        | Pierre Ducange               | DVD       |                                                                                              |
| 1995                                     | 2000                        | Serge Deweer                 |           |                                                                                              |
| 2000                                     | En cours (au 1er Mars 2022) | Jacques Masset               |           | Vice-président de la CC du Territoire Nord Picardie (2020 → ) Réélu pour le mandat 2020-2026 |

## Population et société

### Démographie
L'évolution du nombre d'habitants est connue à travers les recensements de la population effectués dans la commune depuis 1793. Pour les communes de moins de 10 000 habitants, une enquête de recensement portant sur toute la population est réalisée tous les cinq ans, les populations de référence des années intermédiaires étant quant à elles estimées par interpolation ou extrapolation. Pour la commune, le premier recensement exhaustif entrant dans le cadre du nouveau dispositif a été réalisé en 2006.

En 2022, la commune comptait 1 085 habitants, en évolution de +11,4 % par rapport à 2016 (Somme : −1,26 %, France hors Mayotte : +2,11 %).
| 1793 | 1800  | 1806  | 1821  | 1831  | 1836  | 1841  | 1846  | 1851  |
| ---- | ----- | ----- | ----- | ----- | ----- | ----- | ----- | ----- |
| 902  | 1 048 | 1 139 | 1 195 | 1 227 | 1 268 | 1 253 | 1 280 | 1 251 |

| 1856  | 1861  | 1866  | 1872 | 1876 | 1881 | 1886 | 1891 | 1896 |
| ----- | ----- | ----- | ---- | ---- | ---- | ---- | ---- | ---- |
| 1 201 | 1 165 | 1 036 | 910  | 812  | 736  | 694  | 636  | 623  |

| 1901 | 1906 | 1911 | 1921 | 1926 | 1931 | 1936 | 1946 | 1954 |
| ---- | ---- | ---- | ---- | ---- | ---- | ---- | ---- | ---- |
| 563  | 556  | 502  | 436  | 427  | 404  | 365  | 346  | 384  |

| 1962 | 1968 | 1975 | 1982 | 1990 | 1999 | 2006 | 2011 | 2016 |
| ---- | ---- | ---- | ---- | ---- | ---- | ---- | ---- | ---- |
| 398  | 443  | 516  | 738  | 784  | 761  | 764  | 829  | 974  |

| 2021  | 2022  | - | - | - | - | - | - | - |
| ----- | ----- | - | - | - | - | - | - | - |
| 1 060 | 1 085 | - | - | - | - | - | - | - |

### Enseignement
Le regroupement pédagogique concentré (RPC) de Beauvoir associe les villages de Cardonnette, Coisy, Molliens-au-Bois et de Rainneville. Il compte environ 180 élèves répartis de la petite section de maternelle au CM2.

## Économie

### Activités économiques et de services
Les services et l'agriculture sont les activités dominantes de la commune.

## Culture locale et patrimoine

### Lieux et monuments

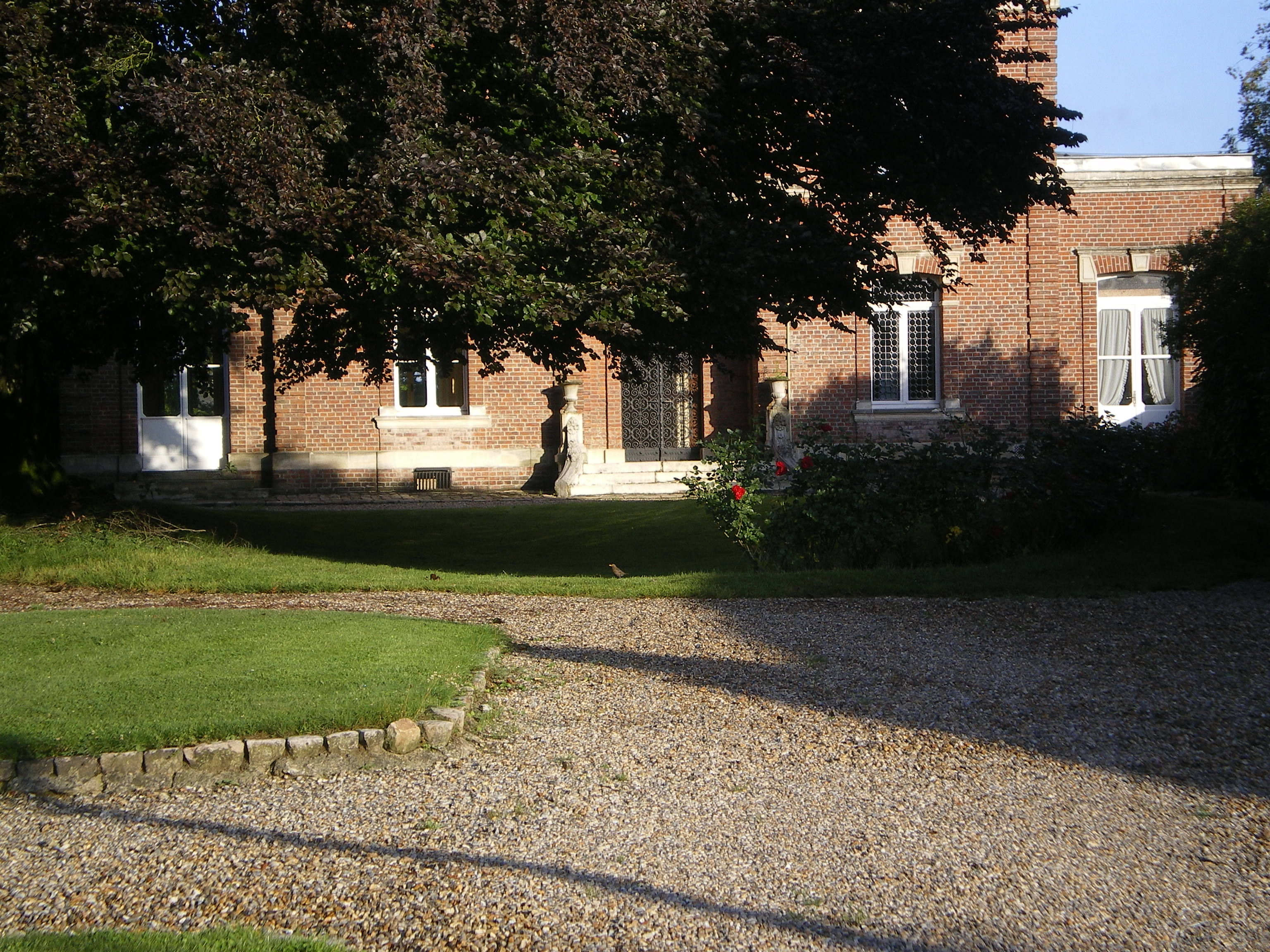
Hêtre pourpre,
« arbre remarquable » de Rainneville.

#### Église paroissiale Saint-Éloi
En remplacement d'une église datant du XVIIe siècle, une nouvelle église de style néo-gothique fut édifiée en 1862, grâce au soutien d'Adolphe et Nathalie Vaysse de Rainneville. Son architecte fut Victor Delefortrie. Les fondations furent ouvertes en 1860, le comble fut posé le 28 juillet 1861, l'église fut bénite le 15 juin 1862.

#### Patrimoine naturel
Au 31 rue de Pierregot se trouve un arbre remarquable : le hêtre pourpre du château qui aurait été planté sous le règne de Louis XV[réf. souhaitée]. Il serait un des dix plus gros de France par sa circonférence.

### Héraldique
| Blason de Rainneville | Blason  | Écartelé : aux 1er et 4e de gueules à trois fasces d'or, aux 2e et 3e d'argent à trois étoiles de sable. |
| Blason de Rainneville | Détails | Le statut officiel du blason reste à déterminer.                                                         |

### Personnalités liées à la commune
- Baron François Marie Eugène de Bray, (1779-1855), conseiller général de la Somme, chevalier de la Légion d'honneur, propriétaire du fief de Rainneville institué en majorat le 26 avril 1827 par lettres patentes du roi Charles X[25].